# ヤムスクロ空港
ヤムスクロ空港（Yamoussoukro Airport）はコートジボワールの憲制上の首都ヤムスクロにある空港。
2004年11月6日、反政府勢力が支配する北部を停戦監視のために駐留していたフランス軍の基地を、ヤムスクロ空港を飛び立ったコートジボワール政府軍が爆撃した。これによって9人のフランス軍兵士が死亡し、アメリカ国籍の民間人も1人死亡した。これに対し、フランス軍はヤムスクロ空港の戦闘爆撃機2機とヘリコプター3機を破壊した。